# After Earth
After Earth è un film del 2013, diretto da M. Night Shyamalan, con protagonisti Will e Jaden Smith.
La sceneggiatura narra di un futuro in cui la Terra è stata devastata a tal punto che gli umani hanno dovuto abbandonarla. Protagonisti della storia sono il tredicenne Kitai e suo padre, il generale Cypher, che, a causa di un incidente dell'astronave sulla quale stavano viaggiando,  precipitano sulla Terra, divenuto luogo ostile e abitato da predatori evoluti.
After Earth è stato distribuito nelle sale cinematografiche il 31 maggio 2013 negli Stati Uniti, mentre il 6 giugno in Italia. È stato stroncato dalla critica e ha incassato circa 243 milioni di dollari contro un budget di 130 milioni di dollari.

## Trama
A causa di innumerevoli cataclismi il genere umano è costretto ad abbandonare la Terra, tentando di insediarsi su un nuovo pianeta lontano dal sistema solare: Nova Prime.
Ma una civiltà aliena attacca gli umani con gli "Ursa", mostri con sei zampe ed un corpo simile a quello di un insetto, completamente ciechi, addestrati per percepire i feromoni emanati da un corpo quando prova paura. A causa di questi mostri il genere umano rischia ora una nuova estinzione. Per questo viene addestrato dal generale Cypher Raige un gruppo di Ranger in grado di non provare paura, ossia di "spettrare", rendendosi invisibili agli attacchi degli Ursa.
In passato, a causa di un attacco di tali mostri, lo stesso generale aveva perso la sua primogenita, Senshi. Questa infatti, trovandosi sola in casa con il fratellino Kitai, lo aveva chiuso all'interno di una cupola di vetro per evitare che l'Ursa sentisse il suo odore, mentre lei si era sacrificata al suo posto, morendo sotto lo sguardo atterrito del fratello.
Kitai, crescendo, decide di addestrarsi per diventare un Ranger, come suo padre, ma proprio il giorno del ritorno di Cypher da una lunga missione, viene bocciato all'esame. Cypher, per riallacciare la relazione con il figlio decide di abbandonare il corpo dei Ranger, per cui decide di portarlo con sé nella sua ultima missione: trasportare un Ursa verso un campo di addestramento su una luna lontana.
Durante il viaggio, una pioggia di asteroidi danneggia gravemente l'astronave che precipita su un pianeta sconosciuto. Cypher e Kitai si rendono presto conto che essi sono gli unici sopravvissuti, e di essere atterrati proprio sulla Terra, ormai diventata una giungla inospitale, con un'atmosfera irrespirabile. Cypher, gravemente ferito ad una gamba, non si può muovere, per cui il giovane Kitai supportato tatticamente dal padre dovrà attraversare un territorio minaccioso e sconosciuto per recuperare un dispositivo di segnalazione d'emergenza (che costituisce l'unica speranza per i due protagonisti di essere rintracciati e salvati) che si trova nella coda dell'astronave, spezzatasi in due tronconi durante lo schianto. Subito dopo la partenza di Kitai, il padre inizia a setacciare la zona di schianto della coda da remoto, alla ricerca della pericolosa Ursa che stavano trasportando.
Kitai dopo alcuni giorni di cammino e dopo aver superato numerose peripezie arriva finalmente ai resti della coda dell'astronave, distante circa 100 km dalla sezione di testa. Riesce quindi a recuperare il dispositivo di segnalazione che si rivela integro ma non tecnicamente operativo in quella zona. È quindi necessario che Kitai scali una montagna per poter raggiungere una postazione dalla quale il segnale possa partire.
Durante la scalata deve però superare l'ultimo ostacolo: l'attacco dell'"Ursa" che era sopravvissuto allo schianto, riuscendo anche a liberarsi dalla gabbia in cui era imprigionato. Dopo un iniziale momento di difficoltà Kitai riesce a spettrare e uccide l'Ursa, infine fa partire il segnale intergalattico di soccorso. Il padre viene salvato e i due dopo essersi abbracciati si confidano di volere lavorare con la madre.

## Produzione
La scrittura della sceneggiatura del film, inizialmente intitolato One Thousand A.E., fu affidata a Gary Whitta, ma in seguito riscritta dallo stesso regista M. Night Shyamalan. Nel novembre del 2011 la sceneggiatura venne definitivamente rimaneggiata da Stephen Gaghan.
Le riprese del film, iniziate nel febbraio del 2012, sono state effettuate con delle videocamere Sony CineAlta F65 e si sono svolte tra la Costa Rica, la California, lo Utah e Philadelphia.

## Promozione
Il primo teaser trailer venne pubblicato sul sito ufficiale della pellicola il 16 luglio 2012, mentre il successivo 10 dicembre 2012 venne distribuito il primo full-trailer, a cui è seguito poche ore dopo anche la versione doppiata in lingua italiana. Il secondo full-trailer in lingua originale fu distribuito il 7 marzo 2013, seguito il giorno successivo anche dalla versione in italiano.

## Distribuzione
Il film venne distribuito negli Stati Uniti d'America e in Canada il 31 maggio 2013, mentre il 5 giugno 2013 nelle sale francesi e il giorno successivo in quelle italiane, argentine, russe e neozelandesi. In Irlanda, Regno Unito, Brasile, India e Spagna fu distribuito a partire dal 7 giugno. Il film è stato anche trasmesso in pay su SKY Italia con il titolo alternativo After Earth - Dopo la fine del mondo.

## Accoglienza

### Incassi
Costato circa 130 milioni di dollari, più 100 milioni di marketing, negli Stati Uniti il film è risultato un fiasco commerciale, con solamente 27 milioni incassati nei primi fine settimana, ma grazie ai risultati conseguiti all'estero raggiunse un incasso totale di oltre 243 milioni di dollari. Nonostante sia riuscito a recuperare i costi di produzione, gli incassi furono comunque inferiori rispetto ai precedenti film di Will Smith, tanto che l'attore ha dichiarato che After Earth è stato il fallimento più doloroso della sua carriera.

### Critica
After Earth è stato stroncato dalla critica e dal pubblico. Il quotidiano Frankfurter Allgemeine Zeitung lo ha definito "spazzatura", e Manohla Dargis ha scritto nel New York Times: «La maggior parte del film è una cavolata senza interesse, risollevata da qualche risata involontaria e brevi momenti di bellezza visiva. Shyamalan sabota in genere i suoi film con arrogante autocompiacimento».
Joe Morgenstern lo ha definito sul The Wall Street Journal il peggior film mai realizzato dopo Battaglia per la Terra, mentre la rivista TIME lo ha classificato 4º nella lista dei 10 film peggiori del 2013. Nel sito di recensioni Rotten Tomatoes solo l'11% dei critici, basato su 204 recensioni, ha dato un giudizio positivo, e allo stesso modo Metacritic gli assegnò un punteggio di 32 su 100. Julián Monge-Nájera, Consulente Scientifico della BBC e NatGeo, ha scritto circa il contenuto scientifico del film: «La Terra ha un clima piacevole durante il giorno, ma raggiunge il punto di congelamento di notte. È possibile? In effetti, sì. Succede in molte altezze tropicali ... Nel film, Kitai ha usato farmaci per sopperire al basso livello di ossigeno nell'atmosfera. Questo tipo di farmaci esiste, epigallocatechina-3-gallato, un componente di tè verde ... ciò che sembra impossibile è che Ursas non può essere distrutto dalla civiltà avanzata che vediamo in After Earth».
After Earth ottenne ben sei candidature durante la 34ª edizione dei Razzie Awards, vincendo i premi nelle categorie peggior attore protagonista a Jaden Smith, peggior attore non protagonista a Will Smith e peggiore coppia sempre per Jaden e Will Smith; il film inoltre venne candidato come peggior film, peggior regista e peggiore sceneggiatura, tutti a M. Night Shyamalan.

## Riconoscimenti
- 2013 - MTV Movie Awards
  - Candidatura per Miglior duro dell'estate a Jaden Smith
- 2013 - Razzie Awards
  - Peggior attore protagonista a Jaden Smith
  - Peggior attore non protagonista a Will Smith
  - Peggior coppia a Jaden Smith e a Will Smith
  - Candidatura per Peggior film a M. Night Shyamalan
  - Candidatura per Peggior regista a M. Night Shyamalan
  - Candidatura per Peggior sceneggiatura a sceneggiatura di Gary Whitta e M. Night Shyamalan, soggetto di Will Smith.